# Necropoli del Giardino romano
La necropoli del Giardino romano è una necropoli composta da cinque sepolture del Giardino romano di Palazzo dei Conservatori sul Campidoglio a Roma.

## Descrizione
Nell'area degli scavi, che tra l'altro hanno riportato alla luce i muri di fondazione del Tempio di Giove Capitolino, dati al VI secolo a.C., sono state scoperte cinque sepolture, quattro riferibili a bambini ed una ad una adolescente.